# Sphenocassis
Sphenocassis is een geslacht van kevers uit de familie bladkevers (Chrysomelidae).
De wetenschappelijke naam van het geslacht werd in 1911 gepubliceerd door Spaeth.

## Soorten
- Sphenocassis humerosa (Fairmaire, 1898)
- Sphenocassis incisicollis (Spaeth, 1911)